# Mesanthura albinotata
Mesanthura albinotata är en kräftdjursart som beskrevs av Thomson 1951. Mesanthura albinotata ingår i släktet Mesanthura och familjen Anthuridae. Inga underarter finns listade i Catalogue of Life.